# VII Festival Mundial de la Juventud y los Estudiantes
El VII Festival Mundial de la Juventud y los Estudiantes tuvo lugar durante 1959 en Viena, la capital de Austria. Organizada por la Federación Mundial de la Juventud Democrática (FMJD), la séptima edición de su festival reunió a unos 18.000 jóvenes procedentes de 112 países bajo el lema "¡Por la paz y la amistad!". El contexto internacional estuvo marcado por el triunfo, meses antes, de la Revolución Cubana.
El VII Festival fue el primero realizado fuera del Bloque del Este; su realización del lado occidental de la Cortina de Hierro supuso un desafío al poder de movilización de la FMJD. Fue la actitud extremadamente hostil del gobierno estadounidense la que motivó a par austríaco a autorizar la realización del FMJE en su territorio. En Fráncfort del Meno, Alemania Federal, se estableció un comando a cargo de la OTAN con el objeto de coordinar acciones contra la realización del Festival. Siempre de acuerdo con lo expresado por la Federación Mundial de la Juventud Democrática, durante el evento se enviaron a Viena alrededor de 6.000 mercenarios políticos que, entre otras cosas, intentaron frustrar la ceremonia de apertura en el Estadio Prater.